# 東京基督神学校
東京基督神学校（とうきょうきりすとしんがっこう、英称、Tokyo Christian Theological Seminary）は、千葉県印西市にあった福音派の超教派神学校の1つ。東京キリスト教学園（東京基督教大学、共立基督教研究所）の一部であった。聖書宣教会と並んで福音主義神学教育の拠点となっていた。
法的には専修学校（神学専門課程、3年制）として規定されていた。そして、大卒者を対象として、教会教職養成を行っていた。
2012年3月に閉校し、その教会教職者養成の機能は東京基督教大学大学院神学研究科（2012年4月開設）に、教会音楽奉仕者養成の機能は東京基督教大学教会音楽専攻科（2011年4月開設）に、それぞれ引き継がれた。

## 沿革
- 1949年10月16日 - 東京基督神学校がJPM(Japan Persbyterian Mission)の宣教師達の協力で東京都杉並区堀ノ内（長谷川真太郎の自宅）で開校する。校長は横浜海岸教会の牧師渡辺連平で、ヤングが校長で、長谷川真太郎が学監だった。
- 1950年 - 高卒入学者のために予科を設立する。
- 1951年5月 - 東京基督神学校一時閉校、長谷川真太郎ら一部の教師と生徒が、運営方針の違いから離脱して別箇団体の東京神学塾を設立する。
- 1951年 - JPMのJ.M.L.ヤング宣教師らによって日本基督神学校に改称、改組される。
- 1954年4月 - カレッジ科を新設する。
- 1968年 - 東京都東久留米市に移転。
- 1979年 - 学校法人東京キリスト教学園のもとに、東京キリスト教短期大学、日本基督神学校、共立キリスト教研究所（翌年、共立基督教研究所に改称）が設置される。
- 1980年 - 東京都国立市に移転する。
- 1981年4月 - 東京基督神学校に改称する。
- 1986年4月 - 下川友也校長に就任。
- 1990年 - 千葉県印旛郡印西町（現在、千葉県印西市）に移転。
- 2000年 - 音楽科を設置。
- 2004年 - 山口陽一校長に就任。
- 2010年 - 東京基督教大学との改組により学生募集停止。
- 2012年3月 - 最後の卒業生を送り出し、閉校。

## 特徴
- 信仰の立場として、宗教改革の理念、特にウェストミンスター信仰告白を重視していた。

## 元教師
- 下川友也（校長）
- 田辺滋（ギリシャ語）
- 小畑進
- 山口陽一（校長、日本キリスト教史）
- 宇田進（組織神学）
- 木内伸嘉（ヘブル語、旧約学）
- 柴田敏彦（組織神学）
- 油井義昭（旧約学）
- 小林高徳（新約学）

## 著名な出身者
- 小畑進（1952年卒業・第1回、元東京基督神学校教授）
- 田辺滋（1953年卒業・第2回、元東京基督神学校教授、新改訳聖書旧約研究員）
- 鈴木昌（1954年卒業・第3回東京聖書教会牧師）
- 宇田進（1956年・第3回、日本長老教会教師、神学者、東京基督教大学名誉教授）
- 堀越暢治（1962年・第9回、いのちありがとうの会理事長、創愛キリスト教会牧師、元日本長老教会四日市キリスト教会牧師）
- 下川友也（1967年・第13回、元東京基督神学校校長）
- 木内伸嘉（1978年・第24回、東京基督教大学第2代学長）
- 倉沢正則（1981年・第27回、東京基督教大学第4代学長）
- 櫻井圀郎（1984年・第30回、東京基督教大学教授）
- 大和昌平（1984年・第30回、東京基督教大学准教授、東京基督神学校教師）
- 伊藤明生（1985年・第31回、東京基督教大学教授）
- 山口陽一（1985年・第31回、東京基督神学校校長）
- 小林高徳（1987年・第33回、東京基督神学校教授）

- 丸山忠孝（聴講生として一時在籍、東京基督教大学初代学長）